# Gwalior (distrikt)
Gwalior är ett distrikt i Indien.   Det ligger i delstaten Madhya Pradesh, i den centrala delen av landet, 290 km söder om huvudstaden New Delhi. Antalet invånare är 2 032 036.
Följande samhällen finns i Gwalior:
- Gwalior
- Dabra
- Morār
- Bhānder
- Bilaua
- Bhitarwār
- Tekanpur
- Antri